# Stadion Centralny w Kustanaju
Stadion Centralny – wielofunkcyjny stadion w Kustanaju, w Kazachstanie. Został otwarty w 1964 roku. Swoje mecze rozgrywa na nim drużyna Toboł Kustanaj. Obiekt może pomieścić 8320 widzów.